# Wilhelm Lagus
Jakob Johan Wilhelm Lagus, född 5 maj 1821 i Åbo, död 3 april 1909 på Lillojamo i Lojo, finländsk universitetslärare, skriftställare och orientalist, son till Wilhelm Gabriel Lagus, bror till Knut Ferdinand Lagus, Robert Erik Lagus och  Wilhelm Gabriel Lagus den yngre samt far till Ernst och Hugo Lagus.
År 1839 blev han student vid Kejserliga Alexanders Universitetet i Finland i Helsingfors, filosofie magister 1844, docent i grekiska 1846 och filosofie doktor 1847. Han tillbringade åren 1850–54 på resor i södra Ryssland, Turkiet, Grekland, Italien och Österrike samt utnämndes 1857 till professor i orientaliska språk, men utbytte 1866 denna plats mot professuren i grekiska. 1878–84 var Lagus universitetsrektor.
År 1886 fick han avsked som emeritus. Han erhöll 1871 kansliråds och 1883 statsråds titel samt upphöjdes 1880 i adligt stånd. Hans första akademiska avhandling rörde sig kring latinska och grekiska ämnen: Plutarchus vitae Ciceronis scriptor, Plutarchus Varronis studiosus, Plutarchus vitae Catonis Censorii scriptor, Plutarchus Livii studiosus och Studia latina provincialium.
Historiska synpunkter var bestämmande i dessa arbeten liksom i hans 1849 i disputationspartiklar utgivna, ofulländade avhandling Den klassiska forntidens ställning till medeltiden. 1853 publicerade han på ryska i Odessa en undersökning om Karl XII:s vistelse i södra Ryssland och på grekiska i Aten en avhandling om södra Rysslands hellener. Hans värdefulla och omfattande Lärokurs i arabiska språket (1869–78) var länge det enda arbetet i sitt slag inom den svenska litteraturen.
Den erfarenhet han vann som prefekt (1863–92) för universitetets mynt- och medaljsamling låg till grund för Numismatiska anteckningar, I, II (i Finska vet. soc:s "Bidrag", 1886, 1888, 1900). Senare var Lagus' litterära verksamhet huvudsakligen riktad på ämnen från den fosterländska lärdomshistorien. På uppdrag av Finska Vetenskaps-Societeten tecknade han minnesrunor över F. V. Pipping, G. Rein, E. af Brunér, Gabriel Geitlin och J. J. Nordström. Strödda blad (I-IV, 1877-79) innehåller bland annat en skildring av orientalisten Peter Forskåls levnad. I  "Erik Laxman, hans lefnad, resor, forskningar och brefvexling" (1880), som utgör 34:e delen av Finska Vetenskaps-Societetens "Bidrag", meddelas alla tillgängliga upplysningar om denne naturvetenskapliga forskares öden.
1884 utkom skalden Johan Henrik Kellgrens finska levnadsminnen, innehållande nya upplysningar om förhållandena vid Åbo universitet och i Stockholms litterära värld under slutet av 1700-talet. Av värde för forskarna är "Anonyme författare i äldre årgångar av Åbo tidningar" och "Författarna i Allmän litteraturtidning 1803" (i Finska vet. soc:s "Bidrag", 1871–75).
I akademiska program behandlade Lagus ämnen från det finska universitetets historia. Under en lång följd av år ägnade han sig åt att återupprätta Åbo universitets genom Åbo brand 1827 förstörda matrikel och framlade resultatet i Åbo universitets studentmatrikel ånyo upprättad (I, II, 1889–95, suppl. 1906; i Skrifter utg. af Sv. Litt. sällsk. i Finland, XI), ett i biografiskt hänseende värderikt verk- 1904 offentliggjorde han ett memoarverk Från pojkåren och gymnasiet.